# Republika Zujewa
Republika Zujewa (ros. Республика Зуева) – nieformalna nazwa kolaboracyjnego organizmu administracyjnego w rejonie okupowanego Połocka podczas II wojny światowej.
W rejonie Połocka znajdowało się kilka wsi zamieszkanych przez starowierców, przedstawicieli odłamu religijnego prawosławia. Ich mieszkańcy byli represjonowani za czasów sowieckich. Po ataku wojsk niemieckich na ZSRR 22 czerwca 1941 r., obszary te szybko znalazły się pod hitlerowskim panowaniem. Jednakże do końca 1941 r. wsie starowierców, leżące daleko od głównych dróg, w głębokich lasach nie były przez nikogo niepokojone. Ich starostą został wybrany Michaił J. Zujew ze wsi Saskorki, który przed wojną kilkakrotnie przebywał na zsyłce, zaś jego dwóch synów było aresztowanych przez NKWD. W grudniu 1941 r. do wsi starowierców przybyła grupa uzbrojonych partyzantów, wśród których był przedwojenny miejscowy funkcjonariusz NKWD, znany przez Zujewa. Starowiercy, po krótkiej naradzie, postanowili ich zabić. Po pewnym czasie nowi partyzanci pojawili się po raz drugi. Tym razem starowiercy dali im żywność, ale zakazali ponownie przychodzić. Następnego dnia partyzanci ponownie przyszli, ale zostali odegnani przez starowierców, którzy zdobyli pierwszą broń. W takiej sytuacji Zujew sformował kilka oddziałów samoobrony; nocą na skraju lasu były wystawiane warty. Panowała w nich żelazna dyscyplina. W razie ataku mogły one szybko przybyć w zagrożone miejsce. Zujew postanowił też uzyskać zabezpieczenie od strony Niemców. Pojechał do Połocka, gdzie uzyskał od komendanta miasta amunicję. Okazała się ona jednak nieprzydatna, gdyż była przeznaczona do niemieckich karabinów, a starowiercy byli uzbrojeni w broń sowiecką. Zujew ponownie przybył do Połocka, otrzymując tym razem – obok amunicji – ok. 50 karabinów (było to zresztą nielegalne postępowanie). Michaił J. Zujew, po powrocie do rodzinnej wsi, rozbudował oddziały samoobrony. Były one uzbrojone nawet w 4 sowieckie (zdobyczne) karabiny maszynowe. Starowiercy reaktywowali też swoje cerkwie, zniszczone w czasach sowieckich. Wiosną 1942 r. do wsi starowierców zbliżył się antypartyzancki oddział złożony z Estończyków, ale po tym, jak Zujew wyprowadził przeciwko niemu swoją samoobronę, wycofał się i więcej nie pojawił. Po kolejnym spotkaniu z komendantem Połocka, ten obiecał Zujewowi ochronę od represji ze strony SD i SS. W zamian starowiercy wysyłali niemieckiemu garnizonowi miasta żywność, siano itp. Dobre stosunki z Niemcami pogorszyły się, kiedy zmienił się komendant Połocka. Nowy komendant nakładał na starowierców coraz to nowe obowiązki, które oni regularnie starali się wypełniać. W końcu do ich wsi został skierowany oddział w celu rekwizycji wszystkich ziemniaków, ziarna i innej żywności. Naprzeciw niemu wyszedł Zujew, któremu Niemcy zagrozili zniszczeniem wsi w razie niewykonania rozkazu. Po odmowie Niemcy okrążyli wieś Saskorki. W odpowiedzi na przedpole wyszły oddziały M. J. Zujewa i zajęły pozycje obronne. Niemiecki dowódca wysłał parlamentariusza, z którym ustalono, że starowiercy wydadzą żywność i inne produkty, ale Niemcy nie wejdą do wsi. Po pewnym czasie u starowierców znowu pojawili się przedstawiciele partyzantów, proponując M. J. Zujewowi pomoc wojskową w zamian za dostawy żywności. Rozmowy były przeciągane przez kilka miesięcy. W końcu M. J. Zujew zgodził się. Odtąd zaopatrywał oddziały partyzanckie w żywność i inne produkty, zaś "wziętych do niewoli" partyzantów odprawiał z powrotem do ich oddziałów, a nie do Połocka, jak chcieli Niemcy. Latem 1943 r. M. J. Zujew otrzymał od Niemców polecenie wysłania części mieszkańców wsi do Niemiec na roboty przymusowe. Michaiłowi J. Zujewowi udało się wmówić im, że potrzebuje wszystkich mieszkańców na żniwa, a na roboty wyśle ich później. Potem Niemcy nie poruszali już tego tematu. Republika starowierców funkcjonowała do poł. 1944 r., kiedy Połock i okoliczne obszary zostały zajęte przez Armię Czerwoną. Michaił J. Zujew wraz z częścią mieszkańców (ok. 1 tys. osób) ewakuował się z Niemcami do Rzeszy. Ci starowiercy, którzy pozostali, rozpoczęli walkę partyzancką z Sowietami. Ostatnie grupy partyzanckie działały w rejonie Połocka aż do 1947 r., kiedy zostały zniszczone.